# Bobby Devyne
Bobby Kirobi Devyne, más conocido como Bobby Devyne (Kiambu, Kenia, 29 de noviembre de 1992), es un futbolista keniano, aunque nacionalizado inglés. Se desempeña como delantero y actualmente no milita en ningún club.

## Trayectoria
Bobby se unió a la Academia del Chelsea Football Club a los 13 años de edad luego de un Día de Reclutamiento de Talento organizado por el club. Sin embargo, Bobby no impresionó sino hasta su participación en la Milk Cup en 2007. Durante dicho torneo, Bobby impresionó al jugar como extremo, mostrando mucha rapidez y habilidad.
Luego de haber finalizado la temporada 2008-09 entre los goleadores del equipo Sub-16, Bobby fue ascendido al equipo juvenil en la temporada 2009-10. Sin embargo, su temporada con el equipo fue irregular, debido a que ha peleado la titularidad con Marko Mitrović y con Philipp Prosenik. No obstante, cuando ha disputado partidos como titular, ha sido compañero de Marko en la delantera.
La temporada 2010-11 fue más productiva para Bobby. Luego de que Marko Mitrović y Philipp Prosenik se lesionaran, Bobby tuvo más oportunidades en el equipo juvenil, ya que logró disputar 32 partidos y anotar 8 goles, convirtiéndose en el goleador del equipo, junto a Todd Kane. Sin embargo, luego de que su contrato con el Chelsea expirase al finalizar la temporada, Bobby decidió no renovar su contrato, quedando en libertad.
Durante la pretemporada, Bobby pasó un tiempo a prueba en el Brentford FC.

## Clubes
| Club       | País       | Año         |
| ---------- | ---------- | ----------- |
| Chelsea FC | Inglaterra | 2005 - 2011 |